# Matthias Habich
Matthias Habich, född 12 januari 1940 i Gdańsk i dåvarande Nazityskland (nuvarande Polen), är en tysk skådespelare, uppvuxen i Hamburg. Han har från år 1965 medverkat i mer än 110 stycken filmer och TV-serier, bland annat i Enemy at the Gates och Undergången – Hitler och Tredje rikets fall. I den förstnämnda filmen spelar han rollen som general Friedrich Paulus, medan han spelar rollen som professor Werner Haase i den andra filmen.
Habich är bosatt i Paris.[källa behövs]